# 国鉄タム7100形貨車
国鉄タム7100形貨車（こくてつタム7100がたかしゃ）は、かつて日本国有鉄道（国鉄）に在籍した私有貨車（タンク車）である。
その後本形式より専用種別変更が行われ別形式となったタキ5850形についても本項目で解説する。

## タム7100形
タム7100形は、液化プロパン専用の15t積タンク車として1960年（昭和35年）2月8日から1962年（昭和37年）9月3日にかけて104両（タム7100 - タム7198、タム17100 - タム17104）が三菱重工業、日立製作所、日本車輌製造の3社で製作された。タム7199は、なぜか欠番である。1963年（昭和38年）2月4日に専用種別の名称変更が行われLPガス専用となった。
本形式の他にLPガスを専用種別とする形式には、タム7200形（8両）、タム7300形（1両）、タム9000形（1両）、タサ5400形（356両）、タサ5500形（18両）、タサ5700形（348両）、タキ25000形（310両）の7形式が存在した。
落成時の所有者はセントラル石油瓦斯、日本石油輸送、出光興産、丸善海運、スタンダード・ヴァキューム石油、丸紅飯田、大洋プロパン瓦斯の7社である。その後名義変更、社名変更が多数行われた。
塗装は高圧ガス取締法（当時）による規定で、LPガスボンベと同様のねずみ色1号である。荷役方式は上入れ・上出し式である。
寸法関係は全長は14,300mm、全幅は2,500mm、全高は3,865mm、台車中心間距離は10,200mm、実容積は35.3m3、自重は27.0t - 28.5t、換算両数は積車4.5、空車2.8であり、台車はベッテンドルフ式のTR41Cである。
1977年（昭和52年）9月8日に最後まで在籍した7両（タム7100 - タム7102、タム7104、タム7106 - タム7107、タム7109）が廃車となり同時に形式消滅となった。

## タキ5850形
1967年（昭和42年）1月27日から1970年（昭和45年）7月17日にかけてタム7100形より55両の専用種別変更（LPガス→液化塩化ビニル）が行われ、形式名は新形式であるタキ5850形（タキ5850 - タキ5899、タキ15850 - タキ15854）とされた。
本形式の他に液化塩化ビニルを専用種別とする形式には、タム9300形（5両）、タサ4000形（5両）、タキ5800形（29両）、タキ10150形（43両）の4形式が存在し、本形式はその中で最大勢力であった。
落成時の所有者は日本石油輸送、丸紅飯田、東洋曹達工業の3社である。
1979年（昭和54年）10月より化成品分類番号「燃(G)23」（燃焼性の物質、高圧ガス、高圧ガス、可燃性のもの）が標記された。
塗装は高圧ガス取締法（当時）による規定で、LPガスボンベと同様のねずみ色1号である。荷役方式は上入れ・上出し式である。
寸法関係は全長は14,300mm、全幅は2,500mm、全高は3,850mm、台車中心間距離は10,200mm、実容積は35.3m3、自重は27.1t、換算両数は積車5.0、空車2.8であり、台車はベッテンドルフ式のTR41Cである。
1986年（昭和61年）8月30日に最後まで在籍した4両（タキ5858 - タキ5859、タキ5862 - タキ5863）が廃車となり同時に形式消滅となった。一部の車は除籍後台湾へ譲渡されP25VT300形となり液化塩化ビニル専用車として運用された。